# Paula Gorycka
Paula Gorycka (ur. 5 listopada 1990 w Krakowie) – polska zawodniczka kolarstwa górskiego, szosowego i przełajowego, dwukrotna medalistka mistrzostw świata MTB, medalistka mistrzostw Europy MTB.

## Życiorys
Jest byłą zawodniczką CCC Polkowice. Od 2012 roku reprezentuje barwy nowego klubu – 4F e-vive Racing Team – stworzonego przez braci Andrzeja i Zbigniewa Piątków. Brązowa medalistka mistrzostw świata w konkurencji cross-country w kategorii do lat 23 w 2010 w Mont-Sainte-Anne, medalistka Mistrzostw Polski, Młodzieżowych Mistrzostw Polski i Mistrzostw Polski Juniorek. Szósta zawodniczka Młodzieżowych Mistrzostw Europy w jeździe na czas w kategorii orliczek. Srebrna medalistka mistrzostw Europy w Moskwie w 2012 roku, w kategorii cross-country U-23. Na mistrzostwach świata w Leogang w 2012 roku zdobyła kolejny brązowy medal w cross country.